# El Pino, Chiapas
El Pino är en ort i Mexiko.   Den ligger i kommunen Bejucal de Ocampo och delstaten Chiapas, i den sydöstra delen av landet, 900 km sydost om huvudstaden Mexico City. El Pino ligger 2 416 meter över havet och antalet invånare är 530.
Terrängen runt El Pino är bergig åt sydost, men åt nordväst är den kuperad. El Pino ligger uppe på en höjd. Runt El Pino är det ganska tätbefolkat, med 96 invånare per kvadratkilometer. Närmaste större samhälle är El Porvenir de Velasco Suárez, 12,3 km väster om El Pino. I omgivningarna runt El Pino växer huvudsakligen savannskog.